# Team Group 4
Team Group 4 est un voilier monocoque de course au large mis à l'eau en juillet 1998, conçu par Finot-Conq et construit par JMV Industries à Cherbourg .  

## Historique
Pour sa première compétition, son skipper Mike Golding l'engage dans Around Alone. Il gagne la première étape, mais lors de la seconde il touche 3 fois un banc de sable à 17 nœuds, en rasant le cap nord de la Nouvelle-Zélande. Il y a trop de dégâts, Mike est obligé d'abandonner.
Mike Golding son skipper enchaine ensuite trois compétitions dont il termine chaque fois à la 3e place en classe IMOCA. En 1999 lors de la Fastnet Race et la Transat Jacques-Vabre et en 2000 lors de la Transat anglaise.

## Palmarès
- 1998 : 
  - Around Alone, vainqueur de la première étape puis abandon
- 1999 :
  - 3e de la Fastnet Race en classe IMOCA (43e au général) barré par Mike Golding
  - 3e Transat Jacques-Vabre en classe IMOCA barré par Mike Golding et Edward Danby
- 2000 :
  - 3e de la Transat anglaise en classe IMOCA barré par Mike Golding